# Els Borst
Pour les articles homonymes, voir Borst.
Else « Els » Borst-Eilers, née le 22 mars 1932 à Amsterdam et assassinée le 10 février 2014 à Bilthoven, est une femme politique néerlandaise membre des Démocrates 66 (D'66). Ministre de la Santé sous Wim Kok, elle mena à bien la dépénalisation de l'euthanasie aux Pays-Bas.

## Éléments personnels

### Éléments personnels
Elle termine ses études secondaires à Amsterdam en 1950, et entreprend aussitôt des études supérieures de médecine dans l'université de la capitale, obtenant son diplôme huit ans plus tard. Elle commence à travailler comme auxiliaire médical à l'hôpital Notre-Dame de la ville, puis suit, entre 1958 et 1960, une formation en pédiatrie. Elle enchaîne immédiatement avec une formation d'immunothérapie de cinq ans.
Elle est veuve à partir de 1988, non-croyante et vivait à Bilthoven.

### Carrière
Elle devient ensuite associée de recherche en immunothérapie à l'université d'Utrecht en 1965, puis est nommée, quatre ans plus tard, directrice de la banque du sang de l'hôpital universitaire d'Utrecht. En 1972, elle reçoit son doctorat de médecine de l'université d'Amsterdam, et se voit promue quatre ans plus tard directrice médicale de l'hôpital universitaire d'Utrecht.
Elle renonce à ce poste en 1985, à la suite de son élection comme vice-présidente du conseil de la santé. Elle conserve ce mandat jusqu'en 1994 et le cumule avec un poste de professeur de recherche et d'évaluation des pratiques cliniques au centre médical de l'université d'Amsterdam.

### Ministre de la Santé (1994–2002)
Membre des Démocrates 66 (D'66) depuis 1968, Els Borst est nommée ministre de la Santé, du Bien-être et des Sports dans la première coalition violette du travailliste Wim Kok le 22 août 1994. Elle est alors la première médecin chargée d'occuper ce poste depuis 1971.

#### La ministre des sujets difficiles
Au cours de ses huit années de mandat, elle a pourtant dû se prononcer sur plusieurs questions sensibles touchant à l'éthique médicale, comme la légalisation de l'euthanasie, les expériences sur les cellules souches ou encore la xénotransplantation.
Elle a également été responsable de la mise en œuvre de l'interdiction de vente du tabac pour les mineurs de moins de seize ans, et le relèvement de l'âge minimum légal pour acheter de l'alcool. Elle a en outre dû faire face au vieillissement de la population, qui n'est pas sans créer des difficultés financières pour son département ministériel dont elle devait déjà contrôler les dépenses. Elle a alors pris la décision d'affecter un budget global pour les actes de chirurgie, ce qui a entraîné une fermeture des blocs opératoires et la création de listes d'attente.

#### Vice-Première ministre
Désignée chef politique et chef de file des D'66 pour les élections législatives du 6 mai 1998, elle n'a pas été capable de maintenir le parti à son niveau historique de 1994, à savoir 24 députés sur 150, dans la mesure où elle en a récolté dix de moins. Huit jours après le scrutin, elle renonce à diriger la formation. Toutefois, le 3 août suivant, elle est confirmée au ministère de la Santé et devient vice-Première ministre, occupant ces deux fonctions jusqu'à la démission du cabinet, le 16 avril 2002, puis par intérim jusqu'au 22 juillet suivant, après quoi elle a mis fin à sa carrière politique. Elle est la première femme, en tandem avec Annemarie Jorritsma, à suppléer protocolairement le Premier ministre des Pays-Bas.

#### Une ministre controversée
Durant ses deux mandats, elle a fait l'objet de deux tentatives de motion de censure, qui ont été rejetées. La première concernait ses déclarations à la suite du crash du vol 1862 El Al, en 1992, à Amsterdam, dans le quartier de Bijlmermeer. Selon elle, il n'y avait « aucune matière toxiques, très dangereuse ou radioactive », alors qu'un rapport a prouvé par la suite que la queue de l'avion était lestée avec de l'uranium appauvri. La seconde, datée de 2001, lui reprochait ses propos dans une interview : au lendemain du vote de la loi sur l'euthanasie, elle déclare en effet que « tout est achevé », reprenant ainsi les derniers mots de Jésus Christ. Les partis chrétiens lui ont reproché ce choix de mots concernant un sujet aussi sensible pour la communauté chrétienne, qui plus est un Vendredi saint. Après le rejet de la motion, elle a présenté ses excuses aux députés. Dans une interview de 2009, Els Borst indique cependant que cette loi était intervenue « beaucoup trop tôt » et que les soins palliatifs en avaient pâti.

### Mort
Els Borst est retrouvée morte dans le garage de son domicile, à Bilthoven, le 8 février 2014. Cinq jours plus tard, le parquet annonce que son enquête conclut que cette mort « est vraisemblablement due à une action criminelle ». Deux ans plus tard, le 4 février 2016, un déséquilibré connu des services de police, déjà détenu en prison pour avoir tué sa sœur, avoue l'avoir assassinée car elle a fait voter la loi légalisant l'euthanasie. Il dit avoir été chargé de cette « mission divine » de défense des valeurs chrétiennes quand il était enfant. Bien que le chef politique des D'66 Alexander Pechtold déclare que « [s]es pires craintes sont confirmées » et qu'« on a ôté la vie à Els Borst en raison de son travail en faveur de l’euthanasie », le parquet et l'avocate du suspect affirment ne pas croire à un assassinat de nature politique.

## Distinctions
- Officier de l'ordre d'Orange-Nassau